# A True Indian Brave
A True Indian Brave è un cortometraggio muto del 1910 diretto da Fred J. Balshofer e interpretato da James Young Deer, nativo americano, noto attore e cineasta che lavorava spesso in coppia con la moglie Red Wing.

## Trama
Quando due coloni molestano una giovane donna indiana, un giovane della sua tribù innamorato di lei interviene a difenderla. Nella lotta i due coloni hanno la peggio. I bianchi catturano la coppia indiana e, credendo che abbiano ucciso uno dei coloni, vorrebbero linciarli. L'uomo però è solo stordito; arriva giusto in tempo per scagionare la coppia, ammettendo le proprie colpe.

## Produzione
Il film fu prodotto dalla New York Motion Picture attraverso la sua Bison Motion Pictures, compagnia specializzata nel western.

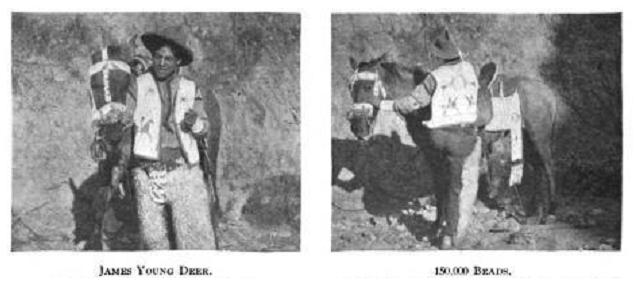
James Young Deer (1910)

## Distribuzione
Distribuito dalla Motion Picture Distributors and Sales Company, il film - un cortometraggio in una bobina - uscì nelle sale cinematografiche statunitensi il 9 settembre 1910.